# Laxarby landskommun
Laxarby landskommun var en tidigare kommun i Älvsborgs län.

## Administrativ historik
Kommunen inrättades i Laxarby socken i Vedbo härad i Dalsland när 1862 års kommunalförordningar trädde i kraft den 1 januari 1863.
Vid kommunreformen 1952 uppgick den i Lelångs landskommun som 1971 uppgick i Bengtsfors kommun.

## Politik

### Mandatfördelning i Laxarby landskommun 1938-1946
| 11 | 1 | 2 | 3 | 3 |

| 18 |

| 9 | 5 | 3 | 3 |

| 18 |

| 1 | 8 | 1 | 8 | 1 | 1 |

| 17 | 3 |